# یواس‌اس فالمار (ای‌ام‌سی-۴۶)
یواس‌اس فالمار (ای‌ام‌سی-۴۶) (به انگلیسی: USS Fulmar (AMc-46)) یک کشتی بود که طول آن ۹۷ فوت ۱ اینچ (۲۹٫۵۹ متر) بود. این کشتی در سال ۱۹۴۱ ساخته شد.